# Soquete AM3
O Soquete AM3 é um modelo de encaixe para processadores AMD lançado em 9 de fevereiro de 2009, como sucessor ao Soquete AM2+. O soquete possui 941 pinos, enquanto os processadores possuem 938.

## Retrocompatibilidade
Soquete: O soquete AM3 não suporta processadores AM2 nem AM2+, devido a uma sutil alteração de pinagem: 941 pinos ao invés de 940, e em layout diferente. Entretanto, aparentemente a diferença é mais profunda do que meramente a pinagem: os processadores AM2 e AM2+ possuem um controlador de memória embutido que somente suporta memórias DDR2, diferente dos processadores AM3, que suportam tanto a DDR2 quanto a DDR3. Inclusive, algumas (poucas) placas-mãe foram fabricadas com suporte tanto à DDR2, quanto à DDR3, desde que somente um tipo fosse instalado ao mesmo tempo. Este tipo de placa-mãe "flex" suporta processadores AM2, AM2+ e AM3, apesar de terem northbridge e southbridge de placas-mãe AM3.
Processadores: como os processadores AM3 também suportam memórias DDR2, eles são retrocompatíveis com o Soquete AM2/AM2+, dado que se atualize a BIOS da placa-mãe. Isto permite a placas-mãe AM2/AM2+ fazerem upgrade sem necessitarem substituir nenhum outro componente. Entretanto, o mesmo não se aplica aos processadores AM3+, pois eles não suportam memórias DDR2, então a retrocompatibilidade é perdida nesse caso.

## Versão AM3+

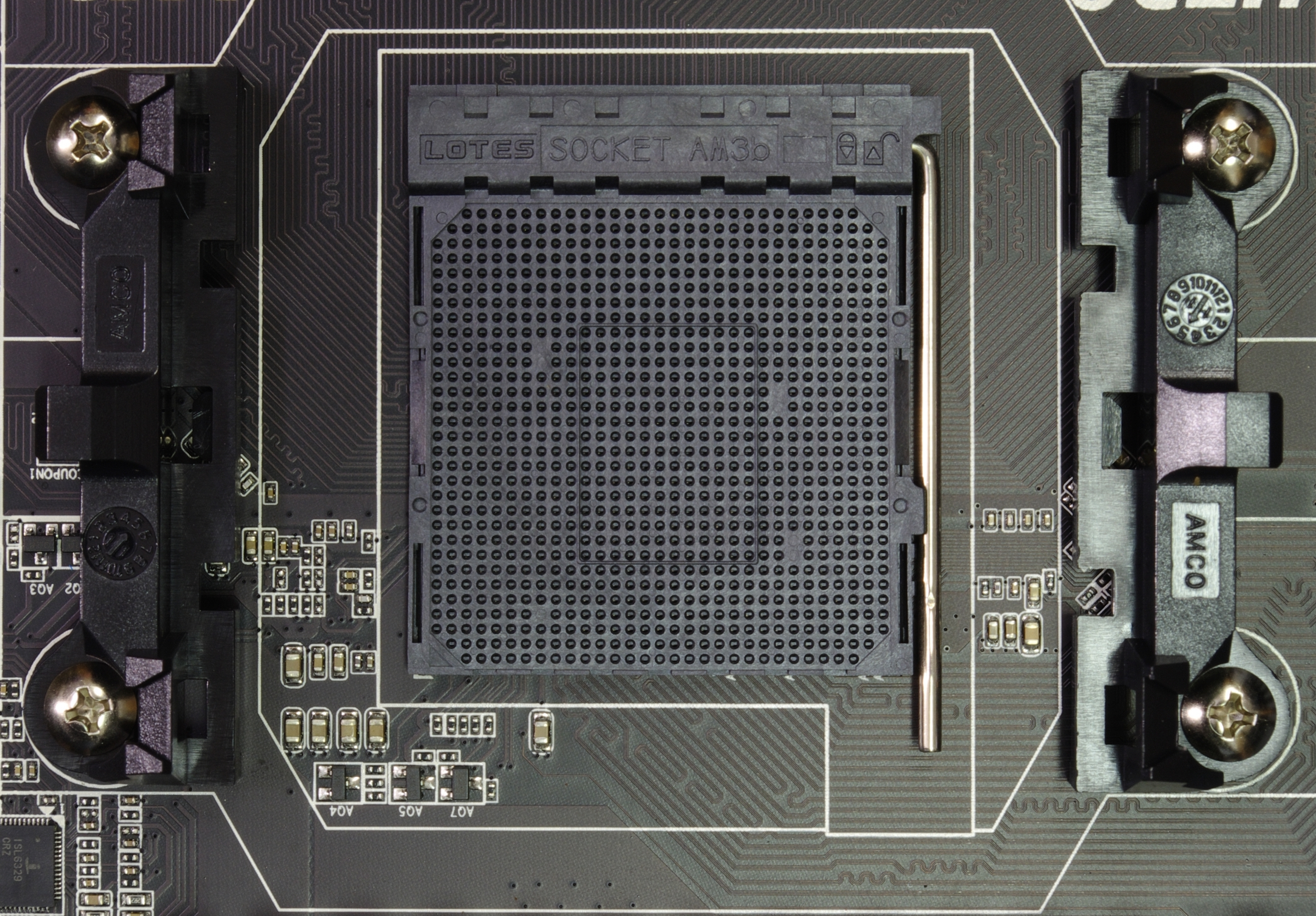

AM3+ é uma modificação do soquete AM3 projetado para processadores que usam a nova microarquitetura AMD Bulldozer.

### Especificações técnicas
A especificação do soquete AM3+ contém algumas alterações de design notáveis sobre o seu antecessor. A contagem de 942 pinos para o AM3+ é um aumento de um pino sobre o layout do soquete AM3 de 941 pinos (apesar de somente 938 pinos serem utilizados no AM3).
Sockets AM3+ podem ser identificadas pela inscrição "AM3b" no socket, e tem furos maiores (0,51 mm contra 0,45 mm do AM3). É possível que em versões futuras do processador, ou em novas amostras de engenharia, possam ser usados pinos mais grossos, incompatíveis com o AM3. Os pinos mais grossos adicionam durabilidade, e são projetados para um conjunto diferente de especificações elétricas.
Como parte desse conjunto, os processadores AM3+ são projetados para lidar com os controladores de tensão sobre um VID (Identificador de Voltagem) diferente, de 3,4 MHz, enquanto o socket AM3 só pode tratar 400 KHz. Mesmo se um chip AM3+ rodar no AM3, poderá, provavelmente, sofrer com a falta de alguns recursos de gerenciamento de energia, porque os controladores de placas AM3 não poderão suportá-los.

### Informações complementares
O AM3+ também terá um design da linha de carga (load-line) mais avançado, permitindo controladores dos monitores de cargas elétricas da CPU e manter a tensão dentro de uma faixa estável, minimizando o vDroop (redução do vCore com carga maior do que o normal, quando em overclock ou carregado, alterando a estabilidade do OC).
O novo design da linha de carga (load-line) da AMD aumenta a eficiência em até 11,8%. A nova especificação elétrica da AMD, reduz o ruído da potência elétrica da CPU em até 22%. Isto tem um impacto direto sobre a eficiência energética. Além disso, há uma razão para os pinos serem mais grossos: o conjunto é projetado para controlar uma corrente 32% maior do que o atual AM3, o AM3+ pode lidar com 145A, enquanto AM3 foi projetado para 110A.
Com o AM3+ a AMD mudou o CCR (Módulo de Retenção do Combo do Cooler), que é a armação de plástico em torno do socket, que segura o cooler para um kit em duas partes, no lugar da peça única presente desde o socket 754. O projeto de duas peças do CCR chegou com o socket 1207, em seguida, para outros sockets de servidor, e agora faz a sua estréia na plataforma desktop com o AM3+. Ele garante que o ar soprado para baixo pelo cooler vá para o circuito VRM, sem barreiras de plástico para obstruí-lo.

### Retrocompatibilidade
O soquete AM3+ é compatível com processadores AM3, porém, processadores AM3+ não são compatíveis com o AM3. Alguns fabricantes trouxeram suporte AM3+ para algumas das suas placas-mãe AM3 através de uma simples atualização da BIOS.
A compatibilidade mecânica foi confirmada e é possível encaixar CPUs AM3+ para caber em placas AM3, desde que possa suprir o pico de corrente. Outro problema é o uso da interface de banda lateral do sensor de temperatura para a leitura da temperatura a partir da CPU, portanto, a ventoinha da CPU só pode funcionar a toda velocidade. Além disso, certos recursos de economia de energia  podem não funcionar, devido à falta de apoio para uma rápida comutação VCore.
Note que o uso de CPUs AM3+ nas placas AM3 não é oficialmente suportado pela AMD.